# Publius Aelius Paetus (consul en -337)
Pour les articles homonymes, voir Publius Aelius Paetus (consul en -201) et Aelius Paetus.
Publius Aelius Paetus est un homme politique de la République romaine du IVe siècle av. J.-C., consul en 337 av. J.-C.

## Famille
Il est membre des Aelii Paeti, branche de la gens plébéienne Aelia.

## Biographie

### Consulat (337)
En 337 av. J.-C., il est consul avec Caius Sulpicius Longus. Le Sénat décide que les consuls doivent intervenir dans le conflit qui oppose les Sidicins aux Aurunces, alliés de Rome. Mais les hésitations et la lenteur à intervenir des consuls poussent les Aurunces isolés à abandonner leur capitale et à se réfugier à Sessa Aurunca. Irrité, le Sénat remplace les consuls par un dictateur Caius Claudius Crassus Inregillensis mais ce dernier doit rapidement abdiquer, sa nomination étant considérée comme irrégulière d'un point de vue religieux.

### Maître de cavalerie (321)
En 321 av. J.-C., après la défaite des Fourches Caudines, le Sénat enjoint aux consuls vaincus par les Samnites, Spurius Postumius Albinus Caudinus et Titus Veturius Calvinus, d'abdiquer et désigne Quintus Fabius Ambustus comme dictateur afin d'assurer les élections de nouveaux consuls. Ce dernier choisit comme maître de cavalerie Publius Aelius Paetus. Leur désignation n'ayant pas été faite de façon régulière, ils doivent renoncer aussitôt à leur magistrature au profit d'un autre dictateur, Marcus Aemilius Papus, et d'un autre maître de cavalerie, Lucius Valerius Flaccus. Ces derniers ne parviennent pas non plus à tenir de nouvelles élections.

### Augure (300)
En 300 av. J.-C., Publius Aelius Paetus fait partie des plébéiens qui intègrent le collège des augures, conséquence de la promulgation de la Lex Ogulnia,.